# Soldi (Mahmood)
Soldi è un singolo del cantautore italiano Mahmood, pubblicato il 6 febbraio 2019 come unico estratto dalla seconda ristampa del primo EP Gioventù bruciata.
Il brano ha vinto il Festival di Sanremo 2019, guadagnando il diritto di rappresentare l'Italia all'Eurovision Song Contest 2019 a Tel Aviv, in Israele, dove si è classificato secondo.
Nel 2020 è stato incluso tra i 45 brani più belli della musica italiana all'interno dell'evento radiofonico I Love My Radio.

## Descrizione
Il brano è stato scritto dallo stesso interprete in collaborazione con Dardust e Charlie Charles. Nel testo è presente una frase in arabo (ولدي، يا ولدي، حبيبي، تعال هنا), che l'artista ha dichiarato essere uno dei pochi ricordi della sua infanzia in tale lingua. La canzone fa parte di un "racconto" del tema dell'abbandono familiare iniziato con il precedente brano Gioventù bruciata. Musicalmente è un brano elettropop con sonorità arabe e nordafricane.

## Video musicale
Il video, diretto da Attilio Cusani, è stato pubblicato il 5 febbraio 2019 sul canale YouTube del cantante. In esso viene mostrato Mahmood cantare il brano con altre scene in cui viene tatuato da Gian Maurizio Fercioni, noto per aver aperto il primo tattoo studio in Italia nel 1970.

## Tracce
Download digitale
1. Soldi – 3:15

Download digitale – Benny Benassi RMX
1. Soldi (Benny Benassi RMX) – 3:00
2. Soldi (Benny Benassi Extended Version) – 3:40

Download digitale – Denis First RMX
1. Soldi (Denis First RMX) – 3:00

Download digitale – Vigiland RMX
1. Soldi (Vigiland RMX) – 2:56

Download digitale – versione spagnola
1. Soldi (con Maikel Delacalle) – 3:04

Download digitale – versione finlandese
1. Soldi (con Isac Elliot) – 3:19

## Formazione
- Mahmood – voce
- Dardust – produzione
- Charlie Charles – produzione
- Francesco "Katoo" Catitti – produzione, registrazione
- Marco Zangirolami – mastering

## Successo commerciale

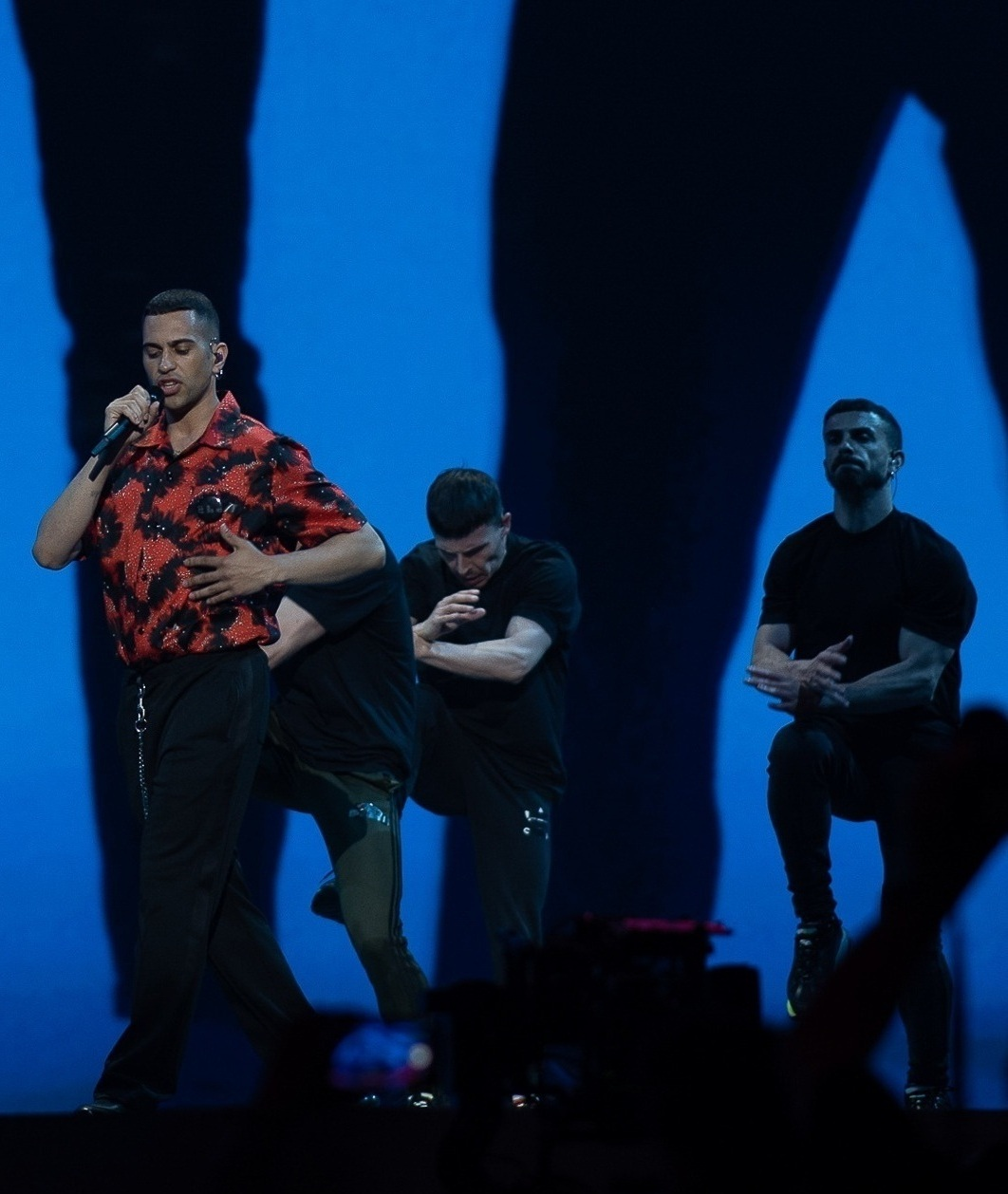
Mahmood durante l'esibizione all'Eurovision Song Contest 2019 con Soldi

Soldi ha debuttato all'81º posto della Top Singoli italiana nella sesta settimana del 2019, con due giorni di vendite. Il 10 febbraio, successivamente alla sua vittoria a Sanremo, il singolo ha raggiunto la vetta della classifica iTunes italiana e ha accumulato oltre un milione e mezzo di riproduzioni su Spotify nell'arco di 24 ore, diventando il 40º brano più ascoltato del giorno sul servizio di streaming a livello globale, sancendo il record per un artista italiano. Inoltre, sulla stessa piattaforma, è risultato essere il brano italiano più riprodotto di sempre nell'arco di una settimana di rilevamento, da venerdì 8 febbraio a giovedì 14 febbraio, totalizzando la cifra di oltre 9 milioni di stream. La settimana successiva il brano ha raggiunto la vetta della classifica FIMI, venendo certificato disco d'oro. Una settimana dopo ha raggiunto il disco di platino. Nella settimana immediatamente successiva a Sanremo Soldi è stato il brano più trasmesso in radio in Italia e il terzo più trasmesso sui canali televisivi musicali. Al termine dell'anno è risultato essere il 15º brano più trasmesso dalle radio.
Il giorno dopo la finale dell'Eurovision Soldi è rientrata al 34º posto della classifica globale giornaliera di Spotify con oltre 1,6 milioni di riproduzioni, ottenendo il suo numero maggiore di riproduzioni in una giornata. Nella settimana dopo l'Eurovision è risultato l'ottavo brano più acquistato sulle piattaforme digitali in Europa.

## Eurovision Song Contest
Mahmood ha presentato Soldi durante la seconda semifinale dell'Eurovision Song Contest 2019 del 16 maggio 2019, e si è esibito per 22º nella finale del 18 maggio successivo. Al termine del voto si è classificato 2º su 26 partecipanti con 472 punti (all’epoca il maggior punteggio mai ottenuto dall’Italia nella storia del concorso, poi superato nell’edizione successiva da Zitti e buoni dei Maneskin che ha ottenuto 524 punti) di cui 253 dal televoto e 219 dalle giurie, classificandosi rispettivamente terzo e quarto nelle due votazioni; è stato il più votato dal pubblico di Croazia, Malta, Spagna e Svizzera, e il più popolare fra le giurie di Belgio, Croazia, Germania, Macedonia del Nord, Malta e San Marino.
La canzone ha inoltre vinto il premio Marcel Bezençon per la migliore composizione.

### Punti ottenuti
| Finale                                                                  | Finale                                                | Finale                                                                              | Finale                                               | Finale                             |
| Televoto                                                                | Televoto                                              | Televoto                                                                            | Televoto                                             | Televoto                           |
| 12 punti                                                                | 10 punti                                              | 8 punti                                                                             | 7 punti                                              | 6 punti                            |
| ----------------------------------------------------------------------- | ----------------------------------------------------- | ----------------------------------------------------------------------------------- | ---------------------------------------------------- | ---------------------------------- |
| - Croazia - Malta - Spagna - Svizzera                                   | - Austria - Francia - Grecia - Lituania - Paesi Bassi | - Albania - Belgio - Montenegro - Cipro - Israele - Romania - San Marino - Slovenia | - Armenia - Norvegia - Polonia - Portogallo - Serbia | - Azerbaigian - Germania - Islanda |
| 5 punti                                                                 | 4 punti                                               | 3 punti                                                                             | 2 punti                                              | 1 punti                            |
| - Australia - Moldavia - Montenegro                                     | - Ungheria - Irlanda - Svezia                         | - Bielorussia - Danimarca - Finlandia - Lettonia - Macedonia del Nord               | - Repubblica Ceca                                    | - Georgia - Russia                 |
| Giurie                                                                  |                                                       |                                                                                     |                                                      |                                    |
| 12 punti                                                                | 10 punti                                              | 8 punti                                                                             | 7 punti                                              | 6 punti                            |
| - Belgio - Croazia - Germania - Malta - Macedonia del Nord - San Marino | - Israele - Serbia                                    | - Armenia - Cipro - Repubblica Ceca - Francia - Slovenia - Svezia                   | - Austria - Bielorussia - Grecia - Ungheria          | - Paesi Bassi - Portogallo         |
| 5 punti                                                                 | 4 punti                                               | 3 punti                                                                             | 2 punti                                              | 1 punti                            |
| - Albania - Azerbaigian - Finlandia - Svizzera                          | - Spagna                                              | - Islanda - Lituania - Norvegia                                                     | - Lettonia - Montenegro                              | - Danimarca - Irlanda              |

## Classifiche

### Classifiche settimanali
| Classifica (2019) | Posizione massima |
| ----------------- | ----------------- |
| Austria           | 12                |
| Belgio (Fiandre)  | 50                |
| Belgio (Vallonia) | 66                |
| Croazia           | 38                |
| Estonia           | 2                 |
| Francia           | 67                |
| Germania          | 32                |
| Grecia            | 1                 |
| Irlanda           | 65                |
| Islanda           | 3                 |
| Italia            | 1                 |
| Lettonia          | 21                |
| Lituania          | 1                 |
| Lussemburgo       | 8                 |
| Norvegia          | 16                |
| Paesi Bassi       | 16                |
| Portogallo        | 73                |
| Regno Unito       | 73                |
| Spagna            | 5                 |
| Svezia            | 8                 |
| Svizzera          | 5                 |

### Classifiche di fine anno
| Classifica (2019) | Posizione |
| ----------------- | --------- |
| Islanda           | 31        |
| Italia            | 4         |
| Spagna            | 38        |
| Svizzera          | 27        |